# Umbar
Umbar is een havenstad in de fictieve wereld Midden-aarde van J.R.R. Tolkien, dat onder andere in In de Ban van de Ring voorkomt. Umbar ligt ten zuiden van de Baai van Belfalas, strategisch in een inkeping van het land. Daarnaast is Umbar in het Quenya het woord voor 'lot'.
Toen de Númenoreanen tijdens de Tweede Era Midden-aarde aandeden, stichtten zij een aantal havens. In het jaar 2280 was Umbar de belangrijkste voor hen geworden. Andere belangrijke havens waren Pelargir en Lond Daer Enedh. In deze tijd vochten zij tegen Sauron, deze strijd werd beslist toen Ar-Pharazôn, de laatste koning van Númenor, in Umbar landde met een groot leger en Sauron tot overgave dwong. Na de ondergang van Númenor (zoals verhaald in de Akallabêth) en de oprichting van de rijken in ballingschap bleek dat Umbar werd overheerst door volgelingen van de koning (de zwarte Númenoreanen). Zij stonden vijandig tegenover de getrouwen en de Elfen en sloten bondgenootschappen met de Haradrim. Herumor en Fuinir waren twee bekende heersers uit Umbar.
In het jaar 993 van de Derde Era werd Umbar veroverd door Eärnil I. Vele jaren zou het het zuidelijkste fort van Gondor zijn en de Dúnedain richtten er ook een monument op ter ere van Saurons overgave onder Ar-Pharazôn. Later zouden de zwarte Númenoreanen Umbar belegeren en opnieuw verslagen worden. In 1442 brak er echter een burgeroorlog uit in Gondor waarin de zonen van Castamir, de Ursurpator, verjaagd uit het noorden, de haven zouden innemen en bekend zouden komen te staan als de Kapers van Umbar.
De achterkleinzonen van Castamir, Angamaitë en Sangahyando, plunderden Pelargir waarbij zij koning Minardil doodde. Dit was ten tijde van de grote pest en Gondor was niet in een positie om zichzelf te wreken. In 1810 kwam het er toch van toen Telumehtrar, de 28e koning van Gondor, Umbar innam en zichzelf Umbardacil noemde. Niet lang na deze overwinning wisten de Haradrim de haven echter weer in te nemen waardoor de schepen van de kapers de kusten van Gondor wederom teisterden. In 2746 zouden zij Amrothos, de 15e prins van Dol Amroth, doden en in 2758 met een groot leger Gondor aanvallen.
Nadat Sauron zichzelf openbaart in 2951, verklaart Umbar zichzelf als zijn bondgenoot en het monument ter ere van Saurons overgave wordt vernietigd. De macht van Umbar wordt voor een groot gedeelte gebroken doordat Thorongil (zoals Aragorn zichzelf noemde toen hij in dienst was van Ecthelion II, stadhouder van Gondor) vele schepen van de kapers weet te verbranden en ook de kapitein van de haven doodt. Toch blijkt de dreiging van Umbar groot genoeg om een deel van de Gondoriaanse krijgsmacht ten tijde van de Oorlog om de Ring in het zuiden vast te pinnen. Maar wederom verslaat Aragorn hen met behulp van het leger der doden. Na de val van de Barad-dûr onderwierp Umbar zich aan Gondor.